# Sawley and Wilsthorpe
Sawley and Wilsthorpe var en civil parish från 1866 till 1934 då den blev en del av Breaston och Long Eaton, i grevskapet Derbyshire, i England. Civil parish var belägen 13 km från Derby och hade 983 invånare år 1931.